# مونشنهولتسهاوزن
مونشنهولتسهاوزن (به آلمانی: Mönchenholzhausen) یک شهر در آلمان است که در وایمارر لاند واقع شده‌است. مونشنهولتسهاوزن ۱٬۶۵۴ نفر جمعیت دارد.